# Фредерік Морган
Сер Фредерік Еджворт Морган (англ. Sir Frederick Edgeworth Morgan; 5 лютого 1894, Паддлок-Вуд, Кент — 19 березня 1967, Лондон) — британський воєначальник, генерал-лейтенант Британської армії, учасник Першої та Другої світових воєн. Найбільшої слави зажив як основний розробник плану операції «Оверлорд», будучи на посаді начальника штабу Верховного командування союзних експедиційних сил (англ. COSSAC).

## Біографія
Фредерік Еджворт Морган народився 5 лютого 1894 року у містечку Паддлок-Вуд у графстві Кент. Випускник Королівської військової академії у Вуліджі, Морган здобув військове звання лейтенанта королівської польової артилерії у 1913 році. За часів Першої світової війни брав участь у бойових діях на Західному фронті, на передовій в підрозділах артилерії, а також у штабі. Після війни два терміни проходив службу в Індії у складі частин Британської армії.
1939 року Морган здобув військове звання бригадир, прийняв під своє командування 1-ю групою підтримки 1-ї бронетанкової дивізії, з якою брав участь у боях у Франції. У травні 1942 він приймає командування I-й британський корпус і здобув звання генерал-лейтенанта. У березні 1943 року його призначають на посаду начальника штабу Верховного командування союзних експедиційних сил (англ. COSSAC) й покладають завдання розробки плану операції з вторгнення до Європи. Коли генерал Дуайт Ейзенхауер прийняв на себе повноваження Верховного Головнокомандувача союзних військ в Європі, Морган призначається на посаду заступника начальника штабу Верховного командування союзних експедиційних сил (SHAEF), який очолював генерал-лейтенант Вальтер Беделл Сміт.
Після завершення Другої світової війни, генерал Морган проходив службу на посаді начальника управління операцій Адміністрації Об'єднаних Націй для допомоги і відбудови в Німеччині доки не був звільнений з цієї посади, через те, що постійно піддавав різкої обвинувальній критиці біженців з числа єврейського населення. У 1951 році, Моргана призначають контролером британської атомної енергетики, в цієї посаді у 1952 році він був присутній під час випробувань першої британської атомної бомби (операція «Ураган»), що проводилася на островах Монтебелло, біля узбережжя західної Австралії. Незабаром його посада була скорочена в 1954 році, створюється Департамент Атомної Енергії Великої Британії, Морган залишається при ньому як контролер ядерної зброї до 1956 року.

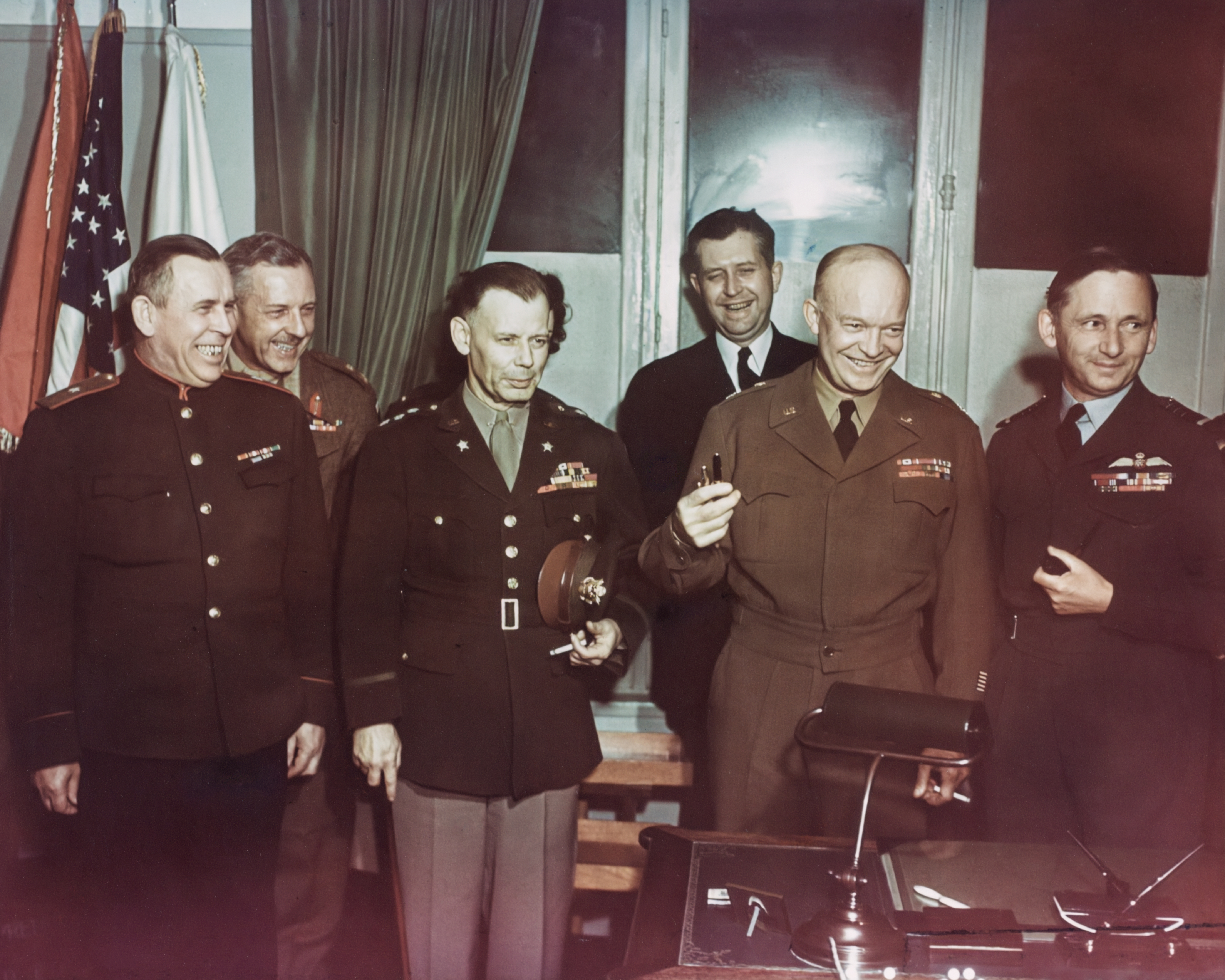
Представники вищого керівного складу союзників у штабі SHAEF у Реймсі після проголошення акту про капітуляцію Німеччини. Присутні (зліва направо): генерал-майор Іван Суслопаров (СРСР), генерал-лейтенант Фредерік Морган (Велика Британія), генерал-лейтенант Вальтер Беделл Сміт (США), капітан Кей Саммерсбі (позаду), капітан Гаррі Батчер, Генерал армії Дуайт Ейзенхауер (США), маршал Королівських повітряних сил Артур Теддер (Велика Британія). 7 травня 1945